# Apostrophe Island
Apostrophe Island ist eine kleine eisbedeckte Insel vor der Borchgrevink-Küste des ostantarktischen Viktorialands. Sie liegt unmittelbar vor dem Gebirgskamm Spatulate Ridge in der Lady Newnes Bay.
Die nach dem Apostroph vorgenommene Benennung erfolgte 1966 durch das New Zealand Antarctic Place-Names Committee und ist dem Erscheinungsbild der Insel geschuldet.